# Корзари (Лече)
Корзари (итал. Corsari) је насеље у Италији у округу Лече, региону Апулија.
Према процени из 2011. у насељу је живело 45 становника. Насеље се налази на надморској висини од 30 м.